# Time Pieces: The Best of Eric Clapton

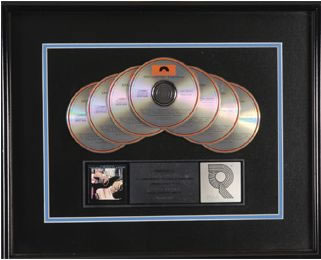
7 vezes disco de platina da RIAA.

Time Pieces: The Best of Eric Clapton é um álbum de Eric Clapton, lançado em 1982.

## Faixas
1. "I Shot the Sheriff" (Bob Marley) – 4:23
  - Do álbum 461 Ocean Boulevard (1974)
2. "After Midnight" (JJ Cale) – 3:08
  - Do álbum Eric Clapton (1970)
3. "Knockin' on Heaven's Door" (Bob Dylan) – 4:21
  - Single sem álbum (1975)
4. "Wonderful Tonight" (Eric Clapton) – 3:39
  - Do álbum Slowhand (1977)
5. "Layla" by Derek and the Dominos (Clapton, Jim Gordon) – 7:06
  - Do álbum Layla and Other Assorted Love Songs (1970)
6. "Cocaine" (Cale) – 3:34
  - Do álbum Slowhand (1977)
7. "Lay Down Sally" (Clapton, Marcy Levy, George Terry) – 3:49
  - Do álbum Slowhand (1977)
8. "Willie and the Hand Jive" (Johnny Otis) – 3:28
  - Do álbum 461 Ocean Boulevard (1974)
9. "Promises" (Richard Feldman, Roger Linn) – 3:00
  - Do álbum Backless (1978)
10. "Swing Low, Sweet Chariot" (Tradicional, arr. Clapton) – 3:29
  - Do álbum There's One in Every Crowd (1975)
11. "Let It Grow" (Clapton) – 4:55
  - Do álbum 461 Ocean Boulevard (1974)